# الحسيني عبد اللطيف
الحسينى عبد اللطيف (23 يونيو 1920 - 1 يناير 1993)، هو مهندس وسياسي مصري. شغل منصب وزير النقل في عهد الرئيس أنور السادات.

## حياته
الحسينى عبد اللطيف عبد الرحمن سليم ولد في 23 يونيو 1920 بمركز أبو كبير بمحافظة الشرقية. متزوج وله ثمانية أبناء. حصل على بكالوريوس هندسة ميكانيكية من جامعة القاهرة 1945. توفي سنة 1993

## مسيرته
- عمل ضابطا مهندسا بسلاح الصيانة 1946.
- رئيسا لهيئة الامداد والتموين 1952.
- رائد بالقيادة الشرقية 1954.
- انتدب للعمل بهيئة قناة السويس رئيسا لورش التطهير بالاسماعيلية 1956.
- مدير أعمال بقسم أشغال بورسعيد، ثم وكيلا للقسم 1958.
- رئيس مجلس ادارة شركة القناة للانشاءات البحرية 1964-1973.
- وزير النقل 1973-1974,
- مستشار بالمجالس القومية المتخصصة 1974-1980.
- عضو بالمجلس القومي للخدمات والتنمية الاجتماعية، عضو بالمجلس القومي للانتاج والشئون الاقتصادية 1980.
- عضو هيئة التحرير عند قيام الثورة 1952.
- عضو اللجنة المركزية والأمانة العامة وأمين التنمية الاجتماعية والخدمات في عهدي الرئيسين جمال عبد الناصر وأنور السادات.
- عضو لجنة التنمية الشعبية بالحزب الوطني الديموقراطي 1984.
- عضو مجلس الشعب عن محافظة بورسعيد 1971-1976، وعن أبو كبير شرقية 1976-1979.
- رئيس لجنة النقل والمواصلات بالمجلس في الدورتين،
- له نشاط رياضي فهو رئيس اتحاد الملاكمة لدورتين متتاليتين من 1976-1984.
- هو أول قاضي شعبي لمحكمة الحراسة الأولى،

## جوائز
- حصل على نوط الجدارة الذهبي 1948،
- وسام الجمهورية من الطبقة الأولى 1974.[2]